# Heteropoda monroei
Heteropoda monroei là một loài nhện trong họ Sparassidae.
Loài này thuộc chi Heteropoda. Heteropoda monroei được Hugh Davies miêu tả năm 1994.